# براش ترکشن
براش ترکشن (به انگلیسی: Brush Traction) یک شرکت مهندسی بریتانیایی است، که در سال ۱۸۶۵ تأسیس شد.